# مطار آنسي - هوت سافوي - مونت بلانك
مطار آنسي - هوت سافوي - مونت بلانك (بالإنجليزية: Annecy – Haute-Savoie – Mont Blanc Airport)‏ أو (Aéroport Annecy Haute-Savoie Mont Blanc) (إياتا: NCY، إيكاو: LFLP)، هو مطار يقع على بعد 3.5 كم شمال غرب آنسي، بين بلديات ميثيت وميتز تيسي، في مقاطعة هوت سافوا في منطقة رون ألب في فرنسا .

## الخطوط الجوية والوجهات
لا يخدم المطار أي وجهات في الوقت الحاضر.

## روابط خارجية
- Aéroport Annecy Haute-Savoie Mont Blanc (الموقع الرسمي) (بالفرنسية)
- Aéroport d'Annecy - Haute Savoie (اتحاد المطارات الفرنسية) (بالفرنسية)
- Airport information for LFLP at World Aero Data. Data current as of October 2006.
- حالة الطقس في مطار آنسي - هوت سافوي - مونت بلانك.
- تاريخ الحوادث لـ (NCY) على شبكة سلامة الطيران.